# Dichotomophthora cactacearum
Dichotomophthora cactacearum är en svampart som beskrevs av Da Ponte & F.O. Freire 1972. Dichotomophthora cactacearum ingår i släktet Dichotomophthora, divisionen sporsäcksvampar och riket svampar.   Inga underarter finns listade i Catalogue of Life.